# Basella alba
Basella alba conosciuta anche come spinacio di Malabar, è una pianta appartenente alla famiglia delle Basellaceae. Si trova nell'Asia tropicale e in Africa dove è ampiamente utilizzata come ortaggio a foglia. È originaria del subcontinente indiano, del sud-est asiatico e della Nuova Guinea. È naturalizzata in Cina, Africa tropicale, Brasile, Belize, Colombia, Indie occidentali, Fiji e Polinesia francese.

## Descrizione

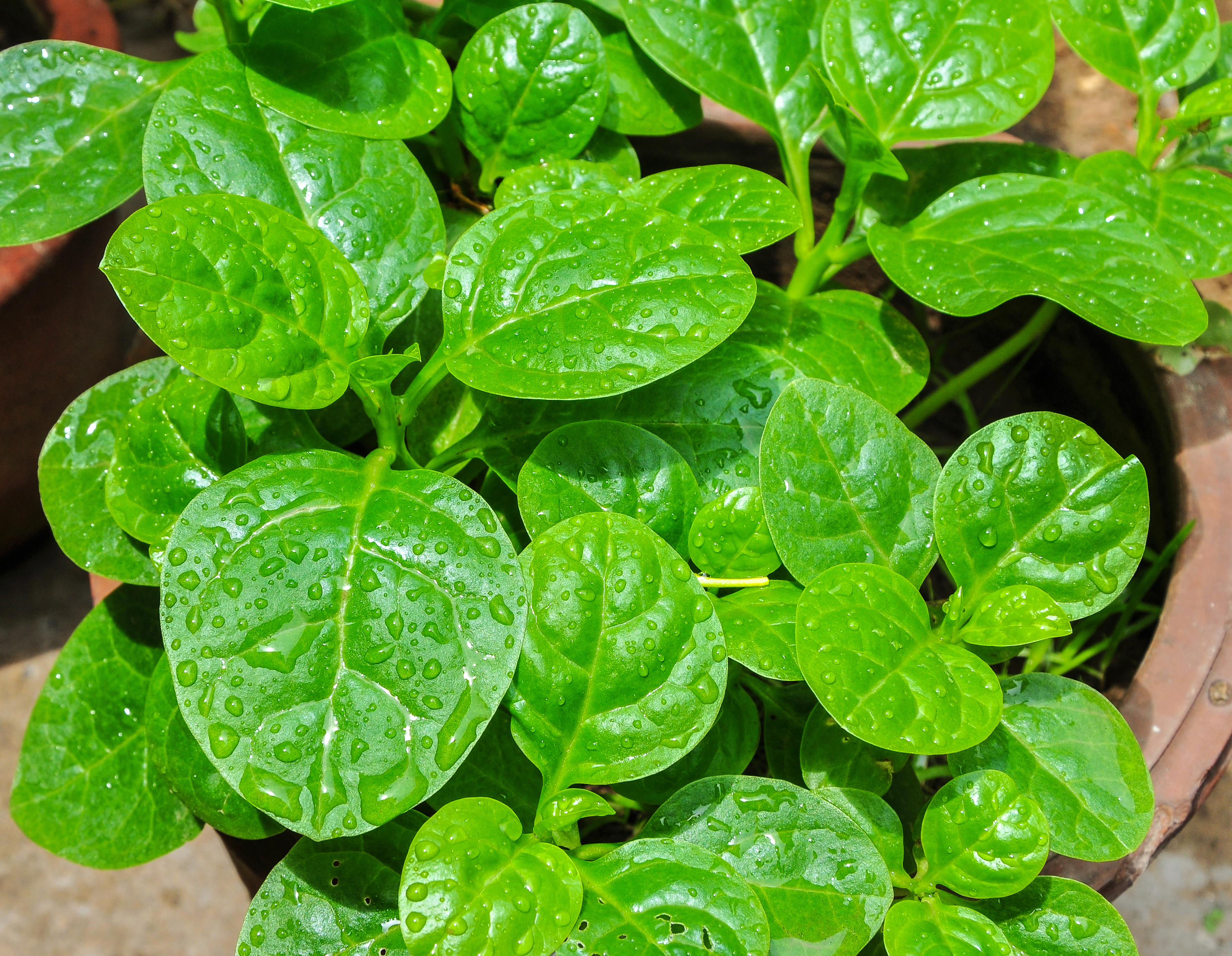
Foglie di spinaci di Malabar

Basella alba è una pianta rampicante a crescita rapida, dal fusto tenero, che raggiunge 10 m di lunghezza. Le sue foglie spesse, semi- succulente, a forma di cuore hanno un sapore delicato e una consistenza mucillaginosa. Ne esistono due varietà: verde e rossa. Il fusto della Basella alba è verde con foglie verdi e il fusto della cultivar Basella alba 'Rubra' è rosso-porpora; le foglie diventano verdi e quando la pianta raggiunge la maturità, le foglie più vecchie sviluppano un pigmento viola a partire dalla base della foglia.  Quando lo stelo viene schiacciato solitamente emette un forte profumo. Gli spinaci di Malabar possono essere trovati in molti supermercati asiatici, così come nei mercati contadini.

## Coltivazione
Basella alba cresce bene in pieno sole in climi caldi e umidi e in aree inferiori a 500 m di altitudine. Se coltivato in condizioni accettabili, la sua crescita nella buona stagione può accelerare notevolmente. La crescita è più lenta a temperature più basse: se le temperature diurne scendono sotto i 10-15 °C, la resa sarà bassa. Data la sua origine nel subcontinente indiano, gli spinaci di Malabar sono una pianta tropicale e hanno una preferenza per temperature diurne comprese tra 21-32 °C  La pianta cresce in maniera notevole anche intorno ai 37 °C, anche se è necessario fare attenzione a evitare scottature con temperature più elevate, proteggendo la pianta con teli ombreggianti, schermature o coperture in estate. La fioritura avviene durante i mesi dell'anno con giornate corte. Cresce meglio in terreni ben drenati e argillosi, ricchi di sostanza organica, con pH compreso tra 5,5 e 7,0, ma può tollerare valori leggermente inferiori o superiori se non è possibile apportare modifiche al terreno.

## Nutrizione
Le foglie commestibili sono costituite per il 93 % da acqua, per il 3 % da carboidrati, per il 2 % da proteine e contengono grassi trascurabili. In una quantità di riferimento di 100 grammi, le foglie forniscono 19 calorie e sono una ricca fonte (20 % o più del valore giornaliero) di vitamina A e C, acido folico e manganese, con livelli moderati di vitamine B  e diversi sali minerali.

## Usi
Nello Sri Lanka, gli spinaci di Malabar vengono utilizzati per preparare diversi tipi di curry, specialmente con dal. Nelle Filippine, le foglie di questo ortaggio sono uno degli ingredienti principali di un piatto tutto vegetale chiamato utan servito su riso.
Nella cucina bengalese gli spinaci di Malabar sono molto utilizzati sia in piatti di verdure, cucinati con la zucca rossa, sia in piatti non vegetariani, cucinati con le lische del pesce ilish o con i gamberi. Nella cucina dell'Orissa vengono cucinati con pasta di senape per preparare il poi saaga rai. Nell'Andhra Pradesh, viene preparato un curry di spinaci di Malabar e igname. Nel Gujarat, le foglie fresche, grandi e tenere, vengono lavate, immerse in una miscela di besan e fritte per creare pakoda croccanti chiamati poi na bhajia.
Gli spinaci di Malabar sono utilizzati nella cucina cinese e vengono spesso utilizzati nelle fritture e nelle zuppe. In Vietnam, dove vengono chiamati mồng tơi, vengono cucinati con gamberetti, polpa di granchio, luffa e iuta per preparare zuppe. In Africa sono più comunemente usati i germogli mucillaginosi cotti.
Storicamente, la varietà rossa di Basella alba è stata utilizzata anche per produrre tintura rossa in Cina.